# Corythalia metallica
Corythalia metallica là một loài nhện trong họ Salticidae.
Loài này thuộc chi Corythalia. Corythalia metallica được Elizabeth Maria Gifford Peckham & George William Peckham miêu tả năm 1895.